# Renault Type I
Der Renault Type I war ein früher Personenkraftwagen von Renault. Er war nur als Sportwagen mit einer zweisitzigen Phaeton-Karosserie erhältlich.

## Beschreibung
Das vom Renault Type G abgeleitete Modell kann als Nachfolger des Renault Type E angesehen werden. Am 13. Mai 1902 erteilte die nationale Zulassungsbehörde die Zulassung. Am 26. Juni 1902 berichtete die La Locomotion Automobile über das Modell. Im gleichen Jahr endete die Produktion. Nachfolger wurde der Renault Type P.
Ein wassergekühlter Einzylindermotor mit 100 bis 120 mm Bohrung und 110 bis 130 mm Hub leistete aus 864 bis 1470 cm³ Hubraum 10 PS. Die Motorleistung wurde über eine Kardanwelle an die Hinterachse geleitet. Die Höchstgeschwindigkeit war je nach Übersetzung mit 49 km/h bis 89 km/h angegeben.
Das Fahrgestell war 250 cm lang und 80 cm breit. Das Leergewicht betrug 400 kg, wobei unklar bleibt, ob sich diese Angabe nur auf das Fahrgestell oder auf das Komplettfahrzeug bezieht.

## Autorennen
Drei Renault I 10 CV nahmen erfolgreich im Mai 1902 am Rennen Circuit du Nord von Paris nach Arras und Retour (845 km) in der Klasse der Voiturettes (bis 400 kg) teil: Victor Oury (#49) gewann in seiner Rennklasse, Pierre Grus (#48) wurde Zweiter, Georges Cormier (#50) Dritter. Marcel Renault (#47) schied mit einem Renault Type E 9 CV von 1901 aus.
Am wichtigsten Autorennen des Jahres 1902, Paris-Wien, nahmen zwei Renault I 10 CV in der Voiturette-Klasse teil, gefahren wiederum von Victor Oury (#97) und Pierre Grus (#96). Grus wurde Zweiter seiner Klasse, Oury erreichte nicht das Ziel. Marcel Renault fuhr insgesamt die schnellste Zeit mit einem Renault Type K 20 CV.

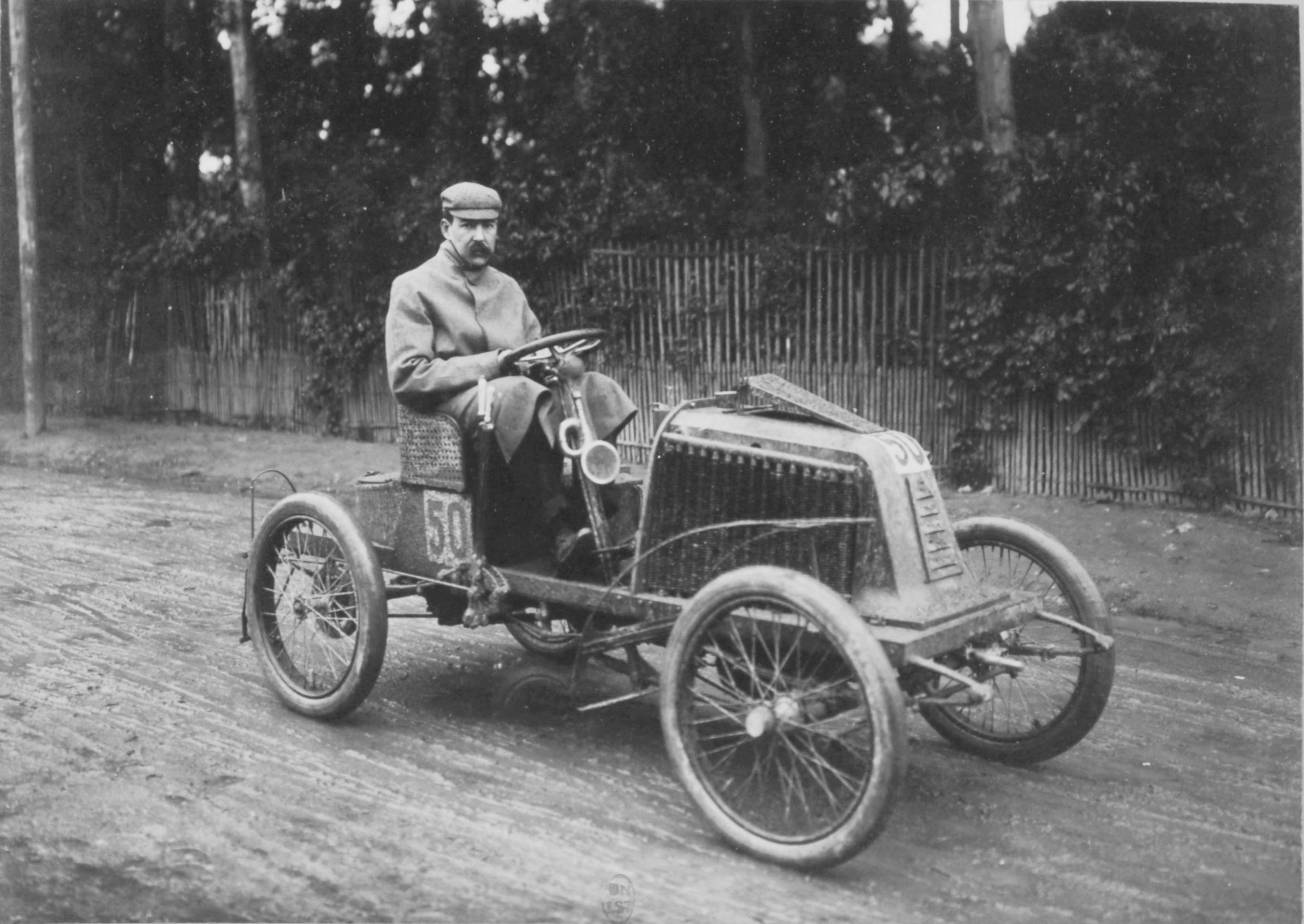
Type I 10 CV (1902 Circuit du Nord, G. Cormier)
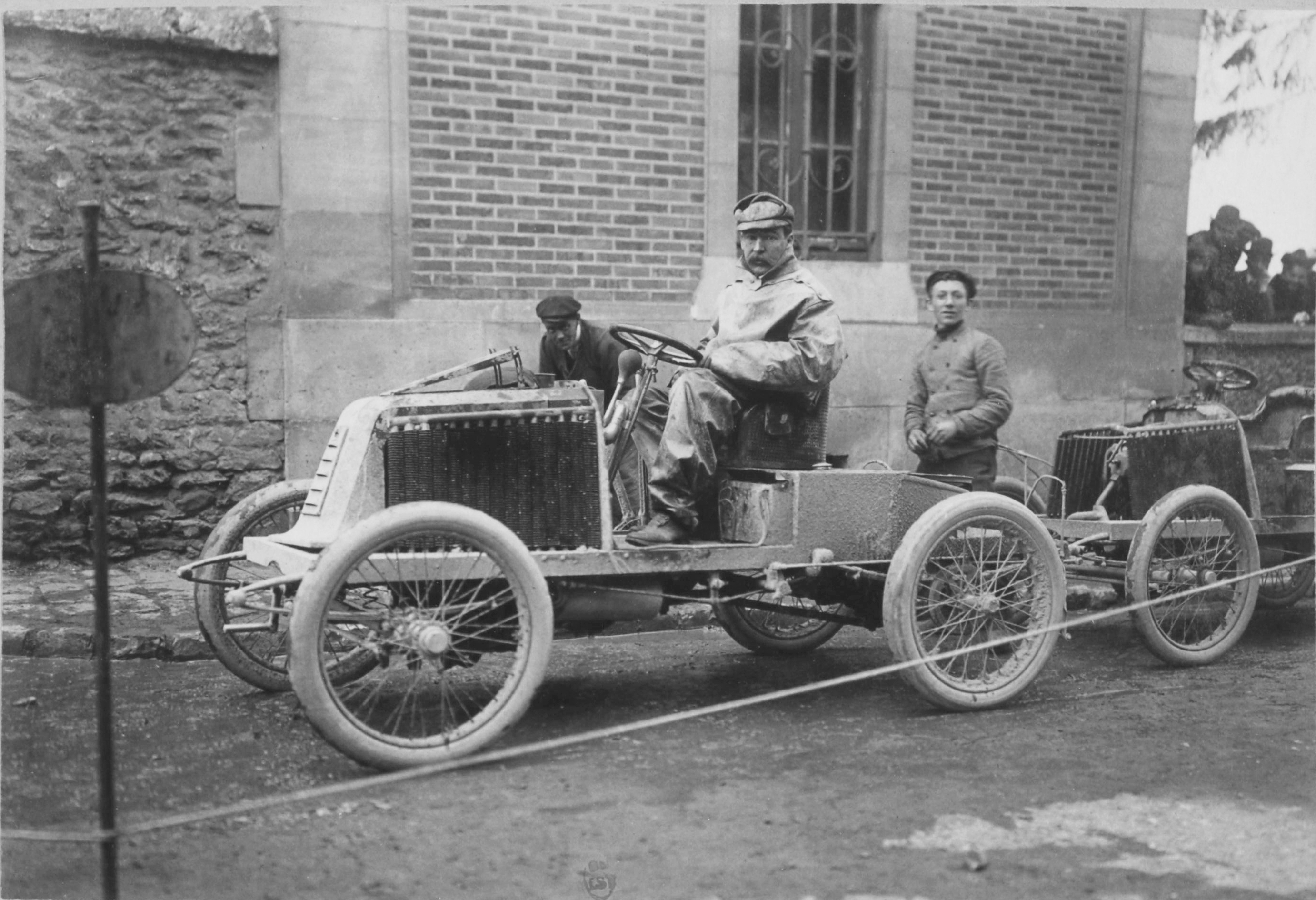
Type I 10 CV (1902 Circuit du Nord, P. Grus)
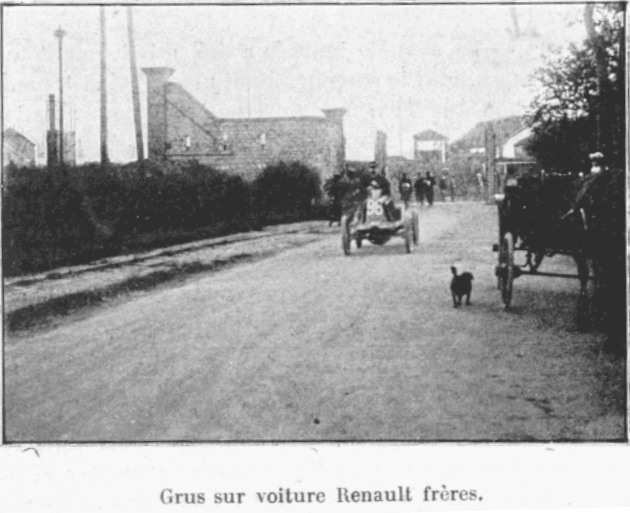
Type I 10 CV (1902 Paris-Wien, P. Grus)
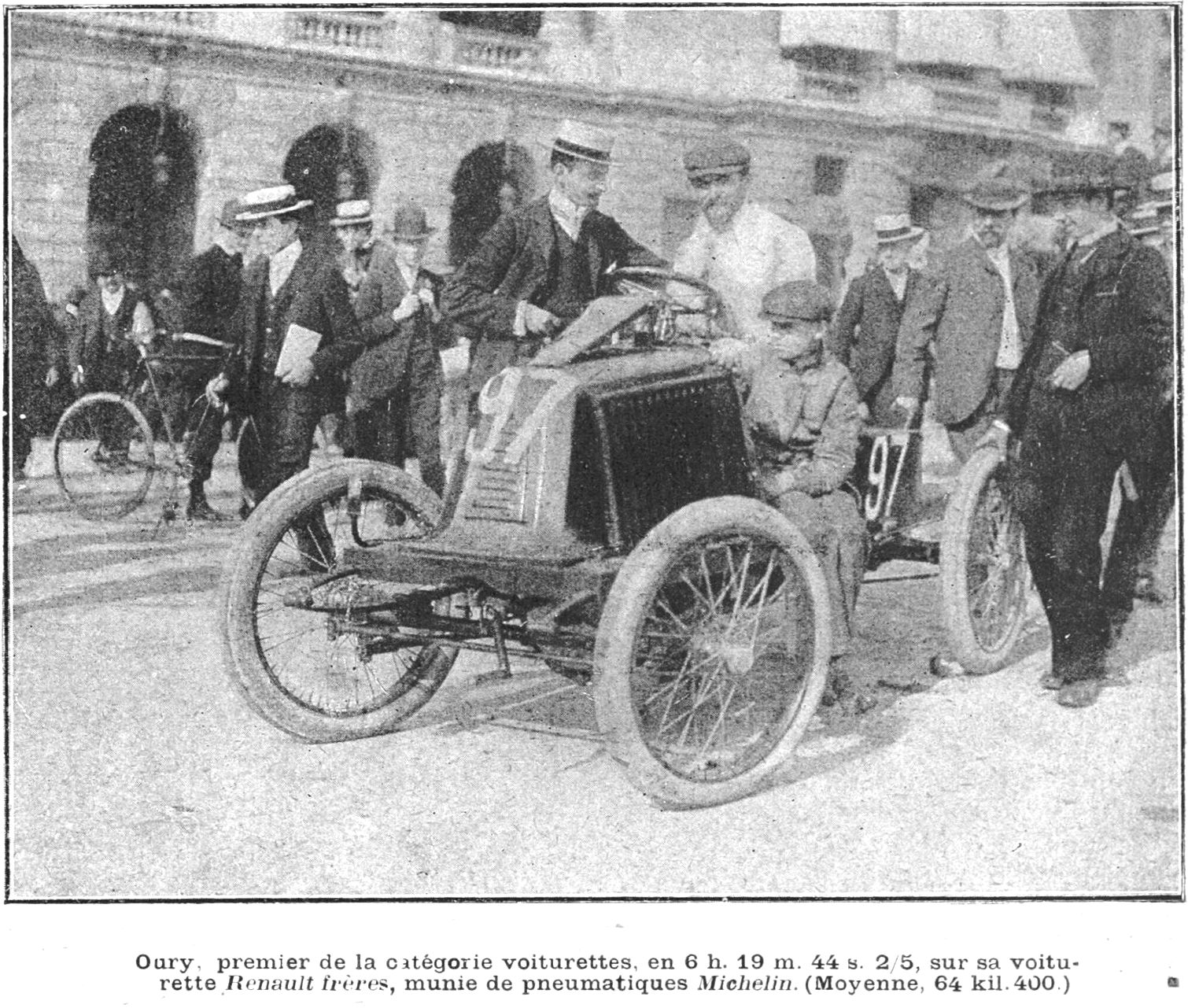
Type I 10 CV (1902 Paris-Wien, V. Oury)